# Rakovskovo
Rakovskovo (Раковсково) är en liten bulgarisk by med hundra invånare, belägen på Balkanbergens sluttningar utanför staden Obzor, i Nesebăr kommun i Burgasregionen.